# Hámori Luca
Hámori Luca Anna (Szombathely, 2001. március 12. –) magyar ökölvívó, olimpikon. Az első magyar női ökölvívó, aki olimpián vett részt.

## Sportpályafutása
2011-ben kezdte az ökölvívást. Példaképe bátyja, Ádám, miatta választotta ezt a sportágat. A kőszegi Fitt-Box Ökölvívó Egyesület színeiben versenyez.
A 2016-os junior Európa-bajnokságon ezüstérmet, a 2018-as ifjúsági Európa-bajnokságon bronzérmet szerzett. Részt vett a 2018. évi nyári ifjúsági olimpiai játékokon, ahol a 60 kilogrammos súlycsoportban indult. A 2022-ben, a horvátországi Porečben rendezett U22-es Európa-bajnokságon ezüstérmet szerzett a félnehézsúlyú kategóriában.
A 2023. évi Európa-játékokon bronzérmet szerzett, ezzel pedig olimpiai kvalifikációt szerzett. Részt vett a 2024-es ökölvívó Európa-bajnokságon, ahol az elődöntőig jutott.
A 2024-es párizsi olimpián első magyar női ökölvívóként léphetett a szorítóba a 66 kilogrammosok versenyében, és első két mérkőzését pedig egyaránt megnyerte. A második fordulóban a jóval esélyesebbnek tartott ausztrál Marissa Williamsont búcsúztatta. A negyeddöntőben az algériai Ímán Helíf ellen kapott ki egyhangú pontozással.

### Helíf-ügy
Helíf részvétele az eseményen vita tárgyává vált a nemével kapcsolatos korábbi vizsgálatok miatt. Miután Helíf a nyolcaddöntőben legyőzte az olasz Angela Carinit, aki 46 másodpercet követően feladta ellene a küzdelmet, előtérbe kerültek az algériai nemi identitását megkérdőjelező hangok. A negyeddöntőt megelőzően a Magyar Olimpiai Bizottság közleményt adott ki, amelyben azt írták: "A női egyenjogúság alapvető követelménye, hogy a női kategóriában csak a női biológiai tulajdonságokkal rendelkezők [...] indulhassanak." A bizottság azt is kijelentette, hogy vizsgálják, milyen intézkedéseket lehet tenni "Hámori Luca tisztességes versenyhez való jogának védelme érdekében".
Maga Hámori is kapott visszajelzést a Helífhez kapcsolódó kommentjeiért, amelyeket a közösségi oldalain tett a mérkőzést megelőző napokban. Kijelentette: "ha valaki a Földön megengedte [Helífnek], hogy itt legyen, akkor valahogy bebizonyosodott, hogy lány."  Ezzel szemben később azt nyilatkozta, hogy: "Akár [Helíf] fiú, akár lány, én csak le akarom győzni. [...] Nem tartom igazságosnak azt sem, hogy ez a versenyző a nők között is versenyezhet, de most nem tudok erre koncentrálni." Egy TikTok videóban Hámori férfiként is hivatkozott Helífre. Később az Instagram Stories-ban újra közzétett egy megjegyzést, amelyben Helífet "keveréknek" nevezi. Az Algériai Olimpiai Bizottság panaszt nyújtott be az esettel kapcsolatban a Nemzetközi Olimpiai Bizottsághoz Hámori közösségi médiában megjelent bejegyzései miatt, aki később törölte korábbi posztjait.

## Magánélete
Bátyja, Hámori Ádám ötszörös országos bajnok és junior Európa-bajnok ökölvívó. 2024 januárjában megműtötték a bal vállát. Kőszegen él.

## Díjai
2021-ben, 2022-ben 2023-ban és 2024-ben az év magyar női ökölvívójának választották.
- Lóránt Gyula-díj (2024)[26]